# 3297 Хонгконг
3297 Хонгконг (енгл. 3297 Hong Kong) је астероид главног астероидног појаса са средњом удаљеношћу од Сунца која износи 3,132 астрономских јединица (АЈ).
Апсолутна магнитуда астероида је 12,3.